# Non mi avete fatto niente
A Non mi avete fatto niente (magyarul: Ti semmit sem tettetek) című dal Olaszországot képviselte a 2018-as Eurovíziós Dalfesztiválon, Lisszabonban. A dalt az olasz Ermal Meta és Fabrizio Moro adta elő olaszul.
A dal egy közepes tempójú ballada, amelyben a két énekes a világban bekövetkezett háborúkról és terrortámadásokról énekel, levonva a konklúziót, hogy a gyermekáldozatok nem tehettek semmiről sem. A dal megírásának alapjául a 2017-es manchesteri Ariana Grande-koncert közben történt terrortámadás szolgált.

## Eurovíziós Dalfesztivál
2017. december 16-án jelentette be a RAI, hogy a Sanremói Dalfesztiválra bejutott Ermal Meta és Fabrizio Moro is a dalával. A két énekes a 2018. február 10-én megrendezett döntőben győzött. A Sanremóban aratott győzelmet követően bejelentették, hogy élnek a lehetőséggel, és képviselik Olaszországot az Eurovíziós Dalfesztiválon.
Mivel Olaszország tagja az automatikusan döntős "Öt Nagy" országnak, az Eurovíziós Dalfesztiválon a dal csak a május 12-i döntőben versenyzett, viszont a második elődöntő május 9-én rendezett zsűris főpróbáján is előadták. A döntőben a fellépési sorrendben huszonhatodikként, utolsóként léptek fel, a Ciprust képviselő Eleni Foureira Fuego című dala után. A pontozás során a zsűri szavazáson összesítésben a tizenhetedik helyen végeztek 59 ponttal (Albániától maximális pontot kaptak), míg a nézői szavazáson a harmadik helyen végeztek 249 ponttal (Albániától, Máltától és Németországtól maximális pontot kaptak), így összesítésben 308 ponttal a verseny harmadik helyezettjei lettek.
A következő olasz induló Mahmood Soldi című dala volt a 2019-es Eurovíziós Dalfesztiválon.

## Külső hivatkozások
- A dal előadása a Sanremói Dalfesztiválon. YouTube-videó, Eurovision Song Contest, 2018. március 2.
- A dal videoklipje. YouTube-videó, Eurovision Song Contest, 2018. március 11.
- A dal előadása a dalfesztivál második elődöntőjének főpróbáján. YouTube-videó, Eurovision Song Contest, 2018. május 10.
- A dal előadása a dalfesztivál döntőjében. YouTube-videó, Eurovision Song Contest, 2018. május 12.